# Чапаєвка (Первомайський район)
Чапа́євка (рос. Чапаевка) — селище у складі Первомайського району Оренбурзької області, Росія.

## Населення
Населення — 3 особи (2010; 0 у 2002).